# Желидово
Же́лидово (болг. Желъдово) — село в Кирджалійській області Болгарії. Входить до складу общини Джебел.

## Населення
За даними перепису населення 2011 року у селі проживали 92 особи, з них 91 особа (98,9%) — турки.
Розподіл населення за віком у 2011 році:
Динаміка населення: